# Projet 664
Le projet 664  est une classe de vedette-torpilleur polonaise, (code OTAN: "Wisla") des années 1970.

## Historique
À la fin des années 1950 la Marine polonaise décide de se doter d'un nouveau type de vedette-torpilleur plus moderne que la classe Komar alors en service. Le premier navire expérimental désigné projet 663D, connu sous le nom d'ORP Błyskawiczny est construit en 1961 et entre en service quatre plus tard. Les essais du navire démontrent plusieurs défauts qui seront corrigés dans les unités suivantes. En 1968 démarre à Gdańsk la fabrication en série de la version modifiée, désignée projet 664. En tout huit bâtiments seront construits.
| Numéro tactique et nom              | quille posée | lancement    | mise en service | retiré du service |
| KTD-452 (nast. 466), ORP "Bitny"    | 15. 08. 1968 | 15. 09. 1969 | 20. 1. 1972     | 31. 1. 1986       |
| KTD-453 (nast. 499), ORP "Bystry"   | 20. 2. 1969  | 29. 3. 1970  | 20. 1. 1972     | 31. 12. 1983      |
| KTD-454 (nast. 498), ORP "Dzielny"  | 15. 12. 1969 | 20. 10. 1970 | 22. 7. 1972     | 31. 12. 1981      |
| KTD-455 (nast. 497), ORP "Dziarski" | 16. 6. 1970  | 30. 11. 1971 | 20. 10. 1972    | 31. 12. 1984      |
| KTD-456, ORP "Sprawny"              | 23. 11. 1970 | 29. 5. 1972  | 13. 1. 1973     | 15. 11. 1986      |
| KTD-457, ORP "Szybki"               | 16. 12. 1971 | 29. 9. 1972  | 28. 4. 1973     | 31. 8. 1984       |
| ORP Odważny                         | 7. 4. 1972   | 21. 2. 1973  | 15. 9. 1973     | 31. 1. 1986       |
| KTD-459, ORP "Odporny"              | 8. 8. 1972   | 31. 5. 1973  | 17. 11. 1973    | 15. 11. 1986      |